# Cascabela gaumeri
Cascabela gaumeri är en oleanderväxtart som först beskrevs av Hemsley, och fick sitt nu gällande namn av H. Lippold. Cascabela gaumeri ingår i släktet Cascabela och familjen oleanderväxter. Inga underarter finns listade i Catalogue of Life.